# Tamir Nabaty
Tamir Nabaty (ur. 4 maja 1991 w Nes Cijjona) – izraelski szachista, arcymistrz od 2011 roku.

## Kariera szachowa
W latach 2001–2010 wielokrotnie reprezentował Izrael na mistrzostwach świata i Europy juniorów w różnych kategoriach wiekowych (najlepszy wynik: Fermo 2009, ME do 18 lat – IV miejsce).
Normy na tytuł arcymistrza wypełnił w latach 2008 (podczas Klubowego Pucharu Europy w Kallithei) oraz 2010 (podczas drużynowych mistrzostw Izraela, Klubowego Pucharu Europy w Płowdiwie oraz na turnieju w Albenie, w którym podzielił I m. wspólnie z Borysem Czatałbaszewem). W 2009 r. zwyciężył (wspólnie z André Diamantem) w kołowym turnieju w Netanji. W 2010 r. podzielił II m. (za Witalijem Hołodem, wspólnie z Wiktorem Michalewskim) w finale indywidualnych mistrzostw Izraela, rozegranych w Hajfie oraz zajął II m. (za Awetikiem Grigorjanem) w otwartym turnieju w Bansku. W 2011 r. podzielił II m. (za Martynem Krawciwem, wspólnie z m.in. Ni Hua i Ołeksandrem Areszczenko) w Madrasie. W 2012 r. samodzielnie zwyciężył w turnieju Pardubice Open w Pardubicach. W 2013 r. zdobył tytuł indywidualnego mistrza Izraela.
Reprezentant Izraela w rozgrywkach drużynowych, m.in.  na drużynowych mistrzostwach Europy (w roku 2013).
Najwyższy ranking w dotychczasowej karierze osiągnął 1 września 2017 r., z wynikiem 2661 punktów zajmował wówczas 89. miejsce na światowej liście FIDE oraz 4. miejsce wśród izraelskich szachistów.